# Lepthyphantes minusculus
Lepthyphantes minusculus este o specie de păianjeni din genul Lepthyphantes, familia Linyphiidae, descrisă de Locket, 1968.
Este endemică în Congo. Conform Catalogue of Life specia Lepthyphantes minusculus nu are subspecii cunoscute.